# Mölltaler Gletscher Express
De Mölltaler Gletscher Express is een kabeltrein gebouwd door Waagner Biro uit Oostenrijk in 1997 voor het skigebied op en bij de Mölltaler Gletscher. Voordat de kabelspoorweg gebouwd was, moest men met de auto naar het (tegenwoordige) tussenstation rijden, naar de 6EUB Eissee. De Eissee was tot 1997 de zubringer van het skigebied bij Flattach.

## Prestaties
De spoorweg heeft de beschikking over twee treinen, welke ieder 236+1 personen kunnen vervoeren, zowel naar boven als naar beneden. Er is namlijk geen skipiste naar het dalstation. Een ritje in de kabelbaan duurt 8 minuten; met een snelheid van 12 meter per seconde wordt er in die tijd 4827 meter afgelegd. De totale capaciteit van de kabelbaan komt daarmee op zo'n 1600 personen per uur. De treinen zijn gebouwd door Ceretti Tanfani, een iets minder bekend bedrijf. Het gehele traject van de Mölltaler Gletscher Express ligt in een tunnel. Ook het dalstation en het bergstation liggen daar deels in.